# Richard Marcotte
Pour les articles homonymes, voir Marcotte.
Richard Marcotte, né en 1947 et mort le 23 mai 2016, est un homme politique canadien. Candidat du Parti libéral du Québec dans la circonscription de Masson en 2003, il a été maire de la ville de Mascouche pendant une vingtaine d'années.

## Biographie

### Éducation
Richard Marcotte obtient son baccalauréat en sciences commerciales à l'École des Hautes Études Commerciales au début des années 1970. De 1969 à 1971, il étudie en Sciences Économiques et Politiques à l’université de Grenoble.
Homme sportif, il joue dans l'équipe de hockey de l'université et fut également entraîneur de l'équipe de tennis de 1969 à 1973.

### Vie privée
Richard Marcotte était marié à Shirley Wilkinson. Il a eu deux enfants d'une première union, Prisca et Ludovic.

## Carrière

### Tennis et développement régional
Avant d’être maire, Richard Marcotte s’est d’abord consacré à une carrière sportive de
haut niveau, ce qui lui a permis d’entreprendre des études en sciences économiques et politiques à Grenoble en
France, de 1968 à 1973, pour être ensuite nommé directeur technique au Haut Commissariat à la jeunesse, aux loisirs et aux sports.
Il dirige la Fédération Québécoise de Tennis de 1975 à 1977. Il dirige ensuite les départements de tennis du Carrefour Laval de 1977 à 1979, de Lanaudière de 1979 à 1980, de St-Eustache de 1980 à 1982 et des 4 Saisons de Laval de 1982 à 1983.
Il a agi à titre de commissaire industriel à la Société de développement économique de la région des Moulins, de 1983 à 1991. Son dynamisme se traduit par des investissements majeurs dépassant les 200 millions de dollars dans la région, ce qui lui a permis de décrocher, en 1991, le prestigieux titre de « Commissaire industriel de l’année », un prix alors décerné par le ministre de l’Industrie et du Commerce
En 1989, il est le premier Québécois nommé au conseil d’administration de l’American Economic Development Council (Chicago). Puis en 1990, il devient membre du Comité consultatif sur la francophonie internationale du gouvernement du Québec.

### Maire de Mascouche
À la tête du parti municipal Ralliement Mascouche, Richard Marcotte est élu maire de Mascouche en 1991. Il est réélu aux élections de 1995, 1999, 2003,2005 et 2009 chaque fois avec une majorité au conseil municipal.
Il contribue au développement rapide de la ville de Mascouche avec plusieurs grands projets tels que l'élargissement de la montée Masson, la prolongation du Boulevard Mascouche, la construction de l'Avenue de l'Esplanade, l'assainissement des eaux, la bibliothèque municipale, la modernisation de la caserne de pompiers et la création du parc du Grand-Coteau. Il fut également un ardent défenseur du Train de l'Est reliant les municipalités au nord-est de Montréal à son centre-ville.

### Parti libéral du Québec
En 2003, il se présente sous la bannière du PLQ dans le comté de Masson. Le chef du parti, Jean Charest, le qualifie de candidat ministrable appelé à jouer un grand rôle dans son futur gouvernement. Il est défait par le député sortant, Luc Thériault, du Parti québécois.

## Controverse et démission
À partir de novembre 2010, il est accusé par la presse de collusion, ce qui lui vaut l'exclusion de son parti. Le 17 avril 2012, la Sûreté du Québec émet un mandat d'arrêt contre Marcotte qui était alors en vacances à Cuba. Il est arrêté à son retour le 19 avril 2012 et accusé de fraude, de complot, d'actes de corruption au sein du gouvernement municipal, d'abus de confiance et de fraude contre le gouvernement.
Il est également soupçonné d'avoir pris des vacances sur le yacht de l'homme d'affaires Tony Accurso en échange de privilèges d'affaires de la ville de Mascouche et des organismes locaux de traitement des eaux, donnés aux entreprises d'Accurso. Lors de son procès, Accurso affirme que Richard Marcotte était un ami de longue date et un partenaire de tennis. Il reconnaît également avoir invité Richard Marcotte sur son luxueux bateau, le Touch, dans les Îles Vierges à trois reprises entre 2006 et 2008. Il nie que ce soient des pots-de-vin et allègue que c’étaient de simples cadeaux pour son ami. Tony Accurso sera ensuite reconnu non coupable lors d'un premier procès en février 2018 puis coupable de corruption dans un second procès en juin 2018 mettant en cause alors le maire de Laval, Gilles Vaillancourt.
Le 30 novembre 2012, Richard Marcotte annonce sa démission de la mairie de Mascouche.

## Décès
Il meurt le 23 mai 2016 après un long combat contre le cancer à la Maison Adhémar-Dion avant son procès.